# Gerundeter zentralisierter fast geschlossener Vorderzungenvokal
Lautliche und orthographische Realisierung des gerundeten zentralisierten fast geschlossenen Vorderzungenvokals in verschiedenen Sprachen:
- Deutsch [⁠ʏ⁠]: „kurzes“ ü
  - Beispiele: Hündin [ˈhʏndɪn], Mücke [ˈmʏkʰə]